# Валаам

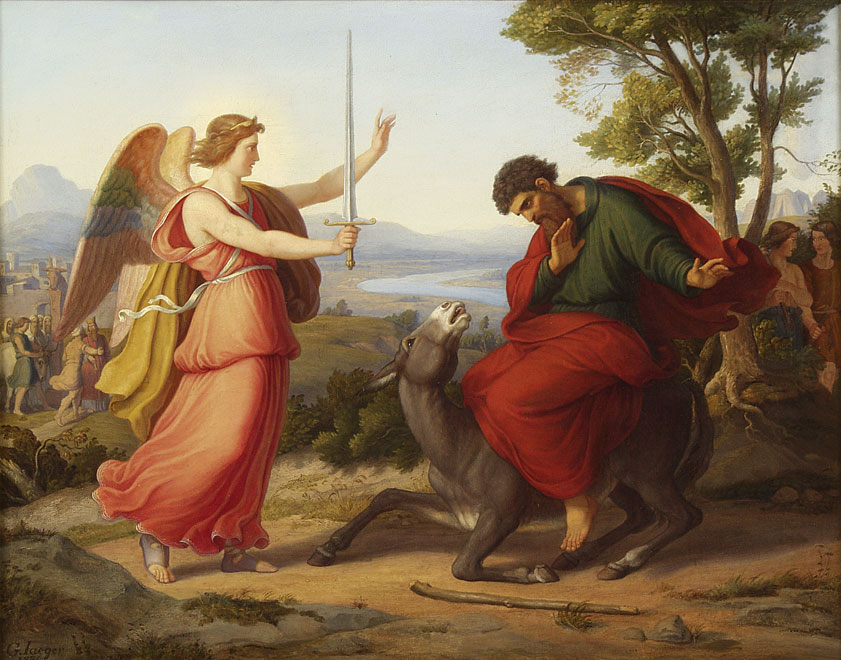
Валаам і ангел. Ґустав Єгер, 1836

Валаам — пророк, віщун, сина Беора з міста Петор з Трансйорданії, про якого згадується у Старому та Новому Завітах, а також у гіпсовому написі VIII ст. до н. е., знайденому в Йорданії. Валаам був покликаний царем Моава Балаком щоб проклясти ізраїльтян, що розташувалися табором у степах єрихонського зайордання і готувалися до вступу в Землю Обітовану. Проте замість прокляття ізраїльтян він тричі благословив їх за волею Господньою.

## Біблійна історія
Четверта книга П'ятикнижжя — Книга Числа розповідає у розділах Чис. 22–24 про покликання Валаама. Цар Моаву Балак посилає посланців до Валаама з проханням проклясти ізраїльтян. Валаам відмовляється, але після цього, Балак намагається зупинити просування Ізраїля на Землю Обітованну. В Моав приходить божественне втручання. Валаам відхиляє перше запрошення Балака після з'явлення Ягве йому у сні та відправляє посланців назад. Проте Балак присилає за ним ще раз. Валаам вирушає цього разу після дозволу Ягве у його сні, на ослиці до Балака. Під час подорожі ослиця Валаама не захотіла йти, бо побачила ангела з мечем на їх шляху. Валаам почав її бити, аж поки вона не заговорила даним Ягве їй людським голосом і Бог у той час не відкрив йому очі, щоб він побачив ангела. Валаам з одної сторони хоче прислужитися Балаку та, проте, з іншої мусить підкоритися Богу і сказати, що цей народ є благословенний, бо він чітко дає зрозуміти, що скаже лише те, що хоче від нього Ягве. Тричі принесено жертви, проте замість прокляття Валаам тричі благословив ізраїльтян. Отримавши божественне послання, він благословляє Ізраїль у своєму першому пророцтві спочатку на горі «Бамот-Ваал». Балак робить ще дві спроби, на горі «Пізга» та горі «Пеора», але кожного разу пророцтво Валаама є благословенням. Валаам виголошує остаточне пророцтво, в якому заявляє, що Ізраїль буде панувати над трансіорданскими царствами, включаючи Моав.
Хоча в Числах 22–24 Валаам здається слухняним слугою Ягве, інші біблійні перекази про нього негативні. У деяких текстах Повторення Закону, Книзі Ісуса Навина, та Книзі Неємії Валаам насправді хотів проклясти ізраїльтян, але Ягве завадив йому в цьому. У Книзі Чисел стверджується, що Валаам був відповідальним за відступництво Ваал-Пеора, після знищення мідіян і тому був убитий ізраїльтянами. Усі новозавітні посилання на Валаама негативні, а саме у другому посланні Петра, Посланні Юди, та Об'явленні Івана Богослова. Також негативні конотації містяться в рабинській літературі.
Причини його знищення видно у словах Мойсея, який засуджує частину свого народу, що відійшов від Ягве до Ваала Пеора зведений жінками-мідіянками, «…Таж то вони, за порадою Валаама, звели синів Ізраїля відступити від Господа заради Пеора; тим і кинулась пошесть на Господню громаду.».

## Археологія
У Телль-Дейр-Алла в Йорданії були виявлені фрагменти гіпсового напису, що датується VIII століттям до н. е. Мова напису — не іврит, а діалект арамейської мови. Головним героєм є «Валаам, син Беора», «провидець богів», якому у нічному видінні відкривається майбутнє. Усі ці тексти про Валаама явно спираються на спільну традицію, але кожен текст перероблений у зовсім інший спосіб.

## Пророкування
У сказаному ним також відмічене старозавітне пророкування про Ісуса Христа:

## Позабіблійні згадки про Валаама
У 1967 році у східній Йорданії знайдені надписи арамейською мовою датовані 816 р. до н. е. (± 70 р) у яких йдеться про віщуна Валаама сина Беора, що чув Бога. 